# Оберне (кантон)
Оберне (фр. Canton d'Obernai) — кантон на северо-востоке Франции в регионе Гранд-Эст (бывший Эльзас — Шампань — Арденны — Лотарингия), департамент Нижний Рейн, округ Селеста-Эрстен. После модификации, проведенной в результате административной реформы 18 февраля 2014 года, общее количество коммун в его составе с марта 2015 года увеличилось с 10 до 25-ти.
По закону от 17 мая 2013 и декрету от 18 февраля 2014 года количество кантонов в департаменте Нижний Рейн уменьшилось с 44 до 23. Новое территориальное деление департаментов на кантоны вступило в силу во время выборов 2015 года.
Начиная с выборов в марте 2015 года, советники избираются по смешанной системе (мажоритарной и пропорциональной). Избиратели каждого кантона выбирают Совет департамента (новое название генерального Совета): двух советников разного пола. Этот новый механизм голосования потребовал перераспределения коммун по кантонам, количество которых в департаменте уменьшилось вдвое с округлением итоговой величины вверх до нечётного числа в соответствии с условиями минимального порога, определённого статьёй 4 закона от 17 мая 2013 года. В результате пересмотра общее количество кантонов департамента Нижний Рейн в 2015 году уменьшилось с 44-х до 23-х.
Советники департаментов избираются сроком на 6 лет. Выборы территориальных и генеральных советников проводят по смешанной системе: 80 % мест распределяется по мажоритарной системе и 20 % — по пропорциональной системе на основе списка департаментов. В соответствии с действующей во Франции избирательной системой для победы на выборах кандидату в первом туре необходимо получить абсолютное большинство голосов (то есть больше половины голосов из числа не менее 25 % зарегистрированных избирателей). В случае, когда по результатам первого тура ни один кандидат не набирает абсолютного большинства голосов, проводится второй тур голосования. К участию во втором туре допускаются только те кандидаты, которые в первом туре получили поддержку не менее 12,5 % от зарегистрированных и проголосовавших «за» избирателей. При этом, для победы во втором туре выборов достаточно простого большинства (побеждает кандидат, набравший наибольшее число голосов).

## Консулы кантона
| Период      | Консул          | Должность                      |
| ----------- | --------------- | ------------------------------ |
| 1945 — 1961 | Marcel Gillmann | Мэр коммуны Оберне (1945—1971) |
| 1961 — 1973 | René Dubs       | Мэр коммуны Оберне (1971—1973) |
| 1973 — 1979 | Marcel Gillmann | Мэр коммуны Оберне (1973—1977) |
| 1979 — 1992 | René Dubs       | Бывший мэр коммуны Оберне      |
| 1992 — 1998 | Hugues Hartleyb | Мэр коммуны Оберне (1983—2001) |
| 1998 — 2015 | Bernard Fischer | Мэр коммуны Оберне с 2001 года |

После реформы 2015 года консулов избирают парами:
| Консулы кантона после реформы 2015 года: | Консулы кантона после реформы 2015 года: | Консулы кантона после реформы 2015 года: | Консулы кантона после реформы 2015 года: |
| Период                                   | Пара консулов                            | Статус                                   | Должность                                |
| ---------------------------------------- | ---------------------------------------- | ---------------------------------------- | ---------------------------------------- |
| 2015 — 2021                              | Nathalie Ernst                           | LR                                       |                                          |
| 2015 — 2021                              | Bernard Fischer                          | LR                                       | Мэр коммуны Оберне                       |

## История
Кантон был основан 15 февраля 1790 года в ходе учреждения департаментов.
Официальная дата создания кантона — 1793 год. С созданием округов 17 февраля 1800 года, кантон с 1801 года переподчинён в качестве составной части округа Селеста.
В составе Германской империи с 1871 по 1919 год не было административного деления на кантоны и округа, а была создана единая имперская провинция Эльзас-Лотарингии без административного деления на города и общины.
С 28 июня 1919 года кантон Оберне является частью округа Эрстен.
С 1940 по 1945 год территория была оккупирована гитлеровской Германией.
С 1974 года кантон в составе нового округа Селеста-Эрстен (в результате административной реформы произошло объединение округов Селеста и Эрстен в новый округ Селеста-Эрстен).
В марте 2015 года кантон модифицирован в результате административной реформы в его составе 25 коммун округа Селеста-Эрстен.

## Состав кантона
До 2015 года кантон включал в себя 10 коммун:
| Код INSEE | Коммуна       | Французское название | Почтовый индекс | Площадь, км² | Население (2013) | Плотность, чел/км² |
| --------- | ------------- | -------------------- | --------------- | ------------ | ---------------- | ------------------ |
| 67031     | Бернарсвиллер | Bernardswiller       | 67210           | 5,53         | 1467             | 265,3              |
| 67060     | Бургайм       | Bourgheim            | 67140           | 2,83         | 561              | 198,2              |
| 67164     | Гоксвиллер    | Goxwiller            | 67210           | 3,3          | 852              | 258,2              |
| 67223     | Инненайм      | Innenheim            | 67880           | 6,24         | 1126             | 180,5              |
| 67248     | Кротергерсайм | Krautergersheim      | 67880           | 6,37         | 1715             | 269,2              |
| 67286     | Местратсайм   | Meistratzheim        | 67210           | 12,82        | 1452             | 113,3              |
| 67329     | Нидерне       | Niedernai            | 67210           | 11,33        | 1195             | 105,5              |
| 67348     | Оберне        | Obernai              | 67210           | 25,78        | 10932            | 424,1              |
| 67504     | Вальф         | Valff                | 67210           | 10,91        | 1227             | 112,5              |
| 67557     | Зельвиллер    | Zellwiller           | 67140           | 8,79         | 729              | 82,9               |

В результате административной реформы в марте 2015 года коммуна Инненайм передана в состав кантона Мольсем (округ Селеста-Эрстен), а к оставшимся 9 коммунам добавлено 16 коммун (Айлигенстен, Андло, Барр, Бернарвилле, Блиншвиллер, Гертвиллер, Дамбак-ла-Виль, Иттерсвиллер, Ле-Овальд, Миттельбергхайм, Нотальтен, Рейшсфельд, Сен-Пьер, Стотзайм, Эйшхоффен и Эпфиг) упразднённого кантона Барр (округ Селеста-Эрстен). После административной реформы площадь кантона — 251,28 км², включает в себя 25 коммун округа Селеста-Эрстен, суммарная численность населения — 40 478 человек (по данным INSEE, 2013), плотность населения — 161 чел/км².
С марта 2015 года в составе кантона 25 коммун:
| Код INSEE | Коммуна         | Французское название | Почтовый индекс | Площадь, км² | Население (2013) | Плотность, чел/км² |
| --------- | --------------- | -------------------- | --------------- | ------------ | ---------------- | ------------------ |
| 67010     | Андлау          | Andlau               | 67140           | 23,69        | 1776             | 75                 |
| 67021     | Барр            | Barr                 | 67140           | 20,61        | 7137             | 346,3              |
| 67031     | Бернарсвиллер   | Bernardswiller       | 67210           | 5,53         | 1467             | 265,3              |
| 67060     | Бургайм         | Bourgheim            | 67140           | 2,83         | 561              | 198,2              |
| 67032     | Бернарвилле     | Bernardvillé         | 67140           | 2,76         | 222              | 80,4               |
| 67051     | Блиншвиллер     | Blienschwiller       | 67650           | 3,07         | 329              | 107,2              |
| 67084     | Дамбак-ла-Виль  | Dambach-la-Ville     | 67650           | 28,83        | 2016             | 69,9               |
| 67120     | Эйшхоффен       | Eichhoffen           | 67140           | 2,3          | 566              | 246,1              |
| 67125     | Эпфиг           | Epfig                | 67680           | 21,9         | 2248             | 102,7              |
| 67155     | Гертвиллер      | Gertwiller           | 67140           | 4,89         | 1296             | 265,0              |
| 67164     | Гоксвиллер      | Goxwiller            | 67210           | 3,3          | 852              | 258,2              |
| 67189     | Айлигенстен     | Heiligenstein        | 67140           | 3,99         | 959              | 240,4              |
| 67210     | Ле-Овальд       | Le Hohwald           | 67140           | 20,84        | 513              | 24,6               |
| 67227     | Иттерсвиллер    | Itterswiller         | 67140           | 1,18         | 264              | 223,7              |
| 67248     | Кротергерсайм   | Krautergersheim      | 67880           | 6,37         | 1715             | 269,2              |
| 67286     | Местратсайм     | Meistratzheim        | 67210           | 12,82        | 1452             | 113,3              |
| 67295     | Миттельбергхайм | Mittelbergheim       | 67140           | 3,83         | 658              | 171,8              |
| 67329     | Нидерне         | Niedernai            | 67210           | 11,33        | 1195             | 105,5              |
| 67337     | Нотальтен       | Nothalten            | 67680           | 4,0          | 465              | 116,3              |
| 67348     | Оберне          | Obernai              | 67210           | 25,78        | 10932            | 424,1              |
| 67387     | Рейшсфельд      | Reichsfeld           | 67140           | 4,95         | 298              | 60,2               |
| 67429     | Сен-Пьер        | Saint-Pierre         | 67140           | 3,21         | 593              | 184,7              |
| 67481     | Стотзайм        | Stotzheim            | 67140           | 13,61        | 1008             | 74,1               |
| 67504     | Вальф           | Valff                | 67210           | 10,91        | 1227             | 112,5              |
| 67557     | Зельвиллер      | Zellwiller           | 67140           | 8,79         | 729              | 82,9               |